# Frictional Games
Frictional Games ist ein selbstständiger Spieleentwickler mit Sitz in Helsingborg (Schweden). Das leitende Team bestand ursprünglich aus Thomas Grip und Jens Nilsson, für weitere Kernelemente wie Musik oder Geschichtserzählung werden auch firmenexterne Personen eingesetzt.
Bis heute ist Frictional Games besonders für ihre Computerspiele im Adventure- und Survival-Horror-Genre bekannt. Sie basieren auf der hauseigenen HPL-Engine. Penumbra, ihr erstes Computerspiel, sollte zunächst eigentlich nur eine technische Demonstration für die Engine sein. Ein herausragendes Merkmal für ihre Spiele sind die physikalischen Effekte, die dem Spieler eine höhere Immersion ermöglichen sollen. Penumbra: Overture (deutscher Titel: Penumbra – Im Halbschatten) war der erste kommerzielle Titel des Spieleentwicklers.
Am 22. September 2015 veröffentlichte Frictional Games den Sci-Fi Horror-Titel  SOMA für Windows, Mac OS X, Linux und PS4, der seit 2010 in Entwicklung stand.

## Computerspiele

### Penumbra
- Penumbra (Tech-Demo) – Microsoft Windows (2006)
- Penumbra: Overture – Microsoft Windows, Mac OS X, Linux (2007)
- Penumbra: Black Plague – Microsoft Windows, Mac OS X, Linux (2008)
- Penumbra: Requiem (Add-on) – Microsoft Windows, Mac OS X, Linux (2008)

### Amnesia
- Amnesia: The Dark Descent – Microsoft Windows, Mac OS X, Linux (2010)
- Amnesia: Justine (Add-on) – Microsoft Windows, Mac OS X, Linux (2011)
- Amnesia: A Machine for Pigs – Microsoft Windows, OS X, Linux (2013)
- Amnesia: Rebirth – Microsoft Windows, Linux, PlayStation 4, Xbox One, Xbox Series X/S (2020)
- Amnesia: The Bunker – Microsoft Windows, PlayStation 4, Xbox One, Xbox Series X/S (2023)

### Soma
- Soma – Microsoft Windows, OS X, Linux, PlayStation 4 (2015)

Der Titel Amnesia: A Machine for Pigs entstand dabei in Zusammenarbeit mit dem britischen Spieleentwickler The Chinese Room.

## Kritik
Die durchschnittliche Metacritic-Bewertung von Frictional Games liegt bei 78 %.